# Marmomac
Marmomac è la fiera internazionale del marmo, tecnologie per la lavorazione della pietra, design e architettura. Si tiene con cadenza annuale a Verona nel quartiere espositivo della Fiera di Verona.

## Merceologia
- Marmi, graniti, pietre e design
- Agglomerati di marmo
- Macchine e attrezzature per il settore lapideo
- Macchine e attrezzature da laboratorio
- Mezzi di trasporto e di sollevamento
- Smaltimento, ecologia e depurazione
- Arte funeraria, bronzi artistici
- Abrasivi, utensili diamantati, accessori e prodotti chimici per l'industria lapidea
- Tecnologie per il recupero dei beni architettonici
- IT, software
- Stampa specializzata
- Enti, associazioni

## Le edizioni passate di Marmomac

### Edizione 2016
- Data: 28 settembre - 01 ottobre 2016
- Statistiche: 1.670 espositori (64,07% Internazionali) con una superficie netta espositiva di 80.439 metri quadrati (+4,38% sul 2015). 67.1186 operatori dei quali il 60% internazionali.

### Edizione 2015
- Data: 30 settembre - 03 ottobre 2015
- Statistiche: 1.526 espositori da 55 paesi con una superficie netta espositiva di 77.064 metri quadrati. 67.412 operatori da 150 Nazioni (57% esteri).

### Edizione 2014
- Data: 24 - 27 settembre 2014
- Statistiche: 1.513 espositori (+6,18% sul 2013) da 58 paesi. Una superficie netta espositiva di 76.252 metri quadrati e 65.000 operatori (+14,05% sul 2013) da 145 paesi (64% Visitatori Internazionali).

### Edizione 2013
- Data: 25 - 28 settembre 2013
- Statistiche: 1.425 espositori da 56 paesi con una superficie netta espositiva di 73.889 metri quadrati e 56.992 operatori, dei quali 30.787 stranieri.

### Edizione 2012
- Data: 26 - 29 settembre 2012
- Statistiche: 1.431 espositori, di cui il 57% esteri, da 57 Paesi, su una superficie netta di 73.458 metri quadrati. 57.000 visitatori, quasi la metà stranieri provenienti da 137 paesi.

### Edizione 2011
- Data: 21 - 24 settembre 2011

### Edizione 2010
- Data: 29 settembre - 2 ottobre 2010
- Statistiche: nei quattro giorni la manifestazione, aperta ai soli operatori professionali, ha accolto oltre 56 000 visitatori, con un incremento del 13% degli operatori esteri provenienti da più di 130 Paesi. I 1500 espositori, dei quali circa il 50% esteri da 56 Paesi, sono stati ospitati in 11 padiglioni su una superficie netta di oltre 77.000 m².

### Edizione 2009
- Data: 30 settembre - 3 ottobre 2009
- Statistiche: oltre 53.000 visitatori; 1.500 espositori; oltre 76.000 m² di superficie netta espositiva.

## Iniziative a Marmomac
- The Italian Stone Theatre Archiviato il 18 gennaio 2017 in Internet Archive.: Un intero padiglione dedicato alla cultura e alle sperimentazioni di materiali e macchinari, due dei principali comparti del settore litico italiano.
- Marmomacc & the City: mostra diffusa che offre la possibilità di esporre sculture ed installazioni in pietra nelle Piazze e nei cortili più significativi di Verona.
- Best communicator award: giunto alla sua decima edizione consecutiva, il premio vuole rimarcare l'efficacia dello spazio espositivo come strumento di comunicazione aziendale.
- International Award Architecture in Stone: XIII edizione del concorso di Architettura e Design, a cadenza biennale, che promuove le migliori produzioni architettoniche in pietra.

## Altre esposizioni nel mondo
- StonExpo, su stonexpo.com. URL consultato il 6 febbraio 2011 (archiviato dall'url originale l'8 febbraio 2011).